# 莫維拉巴努盧伊鄉
44°59′20″N 26°41′0″E / 44.98889°N 26.68333°E
莫維拉巴努盧伊鄉（羅馬尼亞語：Comuna Movila Banului, Buzău），是羅馬尼亞的鄉份，位於該國東南部，由布澤烏縣負責管轄，面積58平方公里，海拔高度72米，2007年人口2,677，人口密度每平方公里46人。